# Les Nouillers
Les Nouillers ist eine französische Gemeinde mit 724 Einwohnern (Stand: 1. Januar 2022) im Département Charente-Maritime in der Region Nouvelle-Aquitaine (vor 2016: Poitou-Charentes); sie gehört zum Arrondissement Saint-Jean-d’Angély und zum Kanton Saint-Jean-d’Angély. Die Einwohner werden Novelariens und Novelariennes genannt.

## Geographie
Les Nouillers liegt etwa 45 Kilometer südöstlich von La Rochelle. Umgeben wird Les Nouillers von den Nachbargemeinden Torxé im Norden, Voissay im Nordosten und Osten, Bignay im Osten und Südosten, Taillant im Südosten, Saint-Savinien im Süden, Archingeay im Westen sowie Tonnay-Boutonne im Nordwesten.

## Bevölkerungsentwicklung
| Jahr                       | 1962 | 1968 | 1975 | 1982 | 1990 | 1999 | 2006 | 2019 |
| Einwohner                  | 642  | 593  | 534  | 618  | 607  | 611  | 623  | 719  |
| Quellen: Cassini und INSEE |      |      |      |      |      |      |      |      |

## Sehenswürdigkeiten
- Kirche Saint-Pierre aus dem 12. Jahrhundert, seit 1946 als Monument historique klassifiziert
- Schloss Bois-Charmant aus dem 16. Jahrhundert
- Ehemalige Windmühle

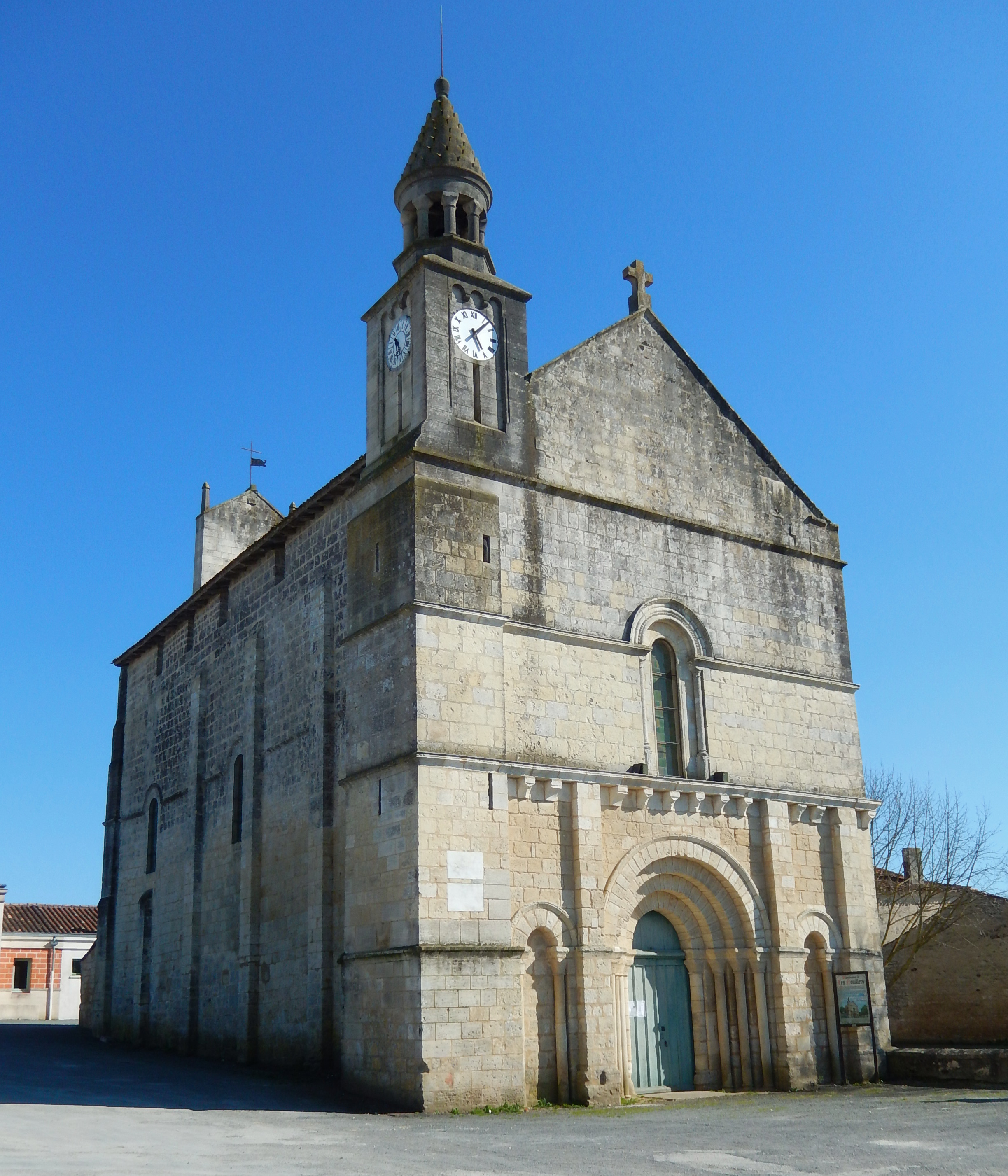
Kirche Saint-Pierre
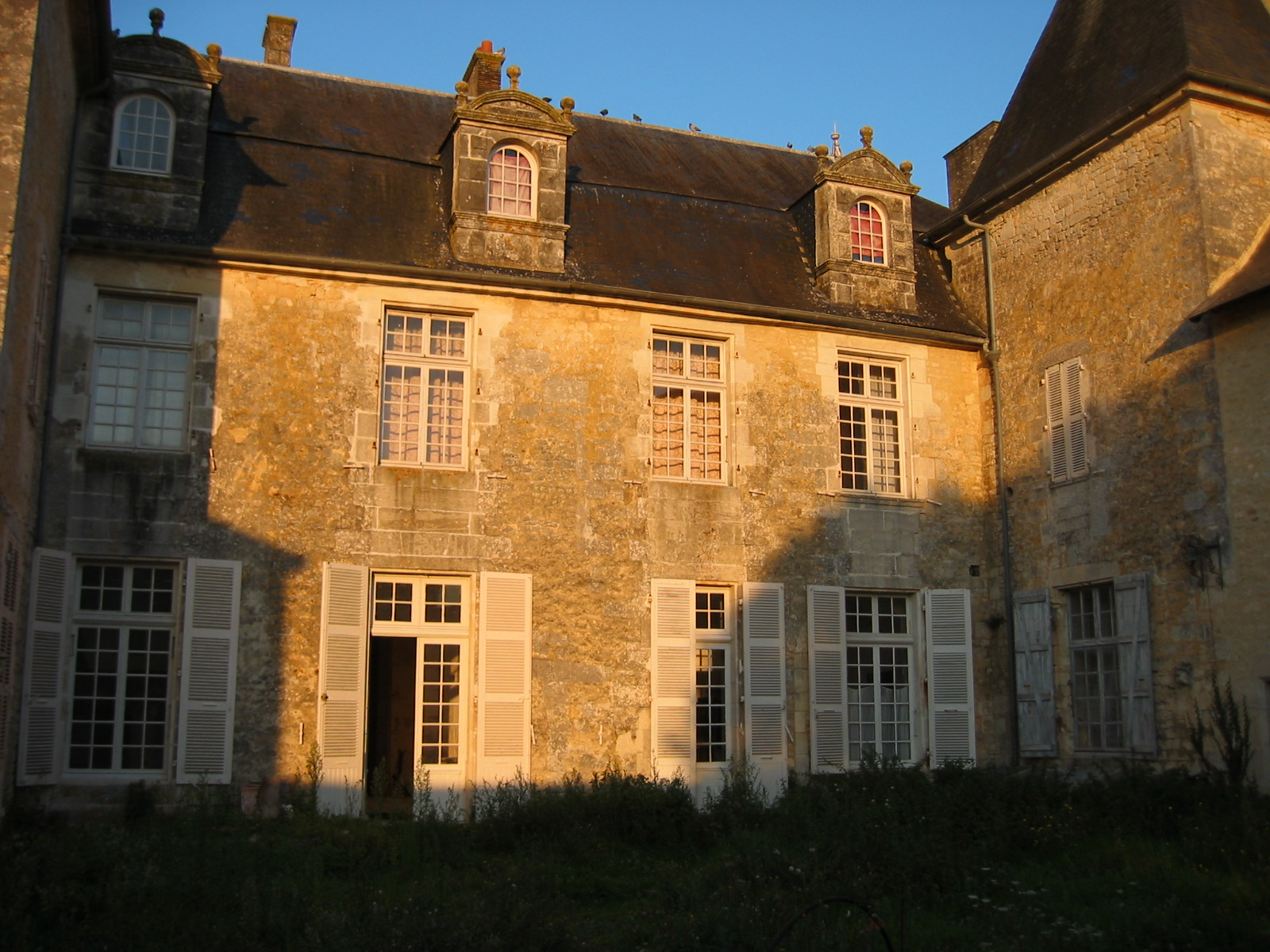
Schloss Bois-Charmant
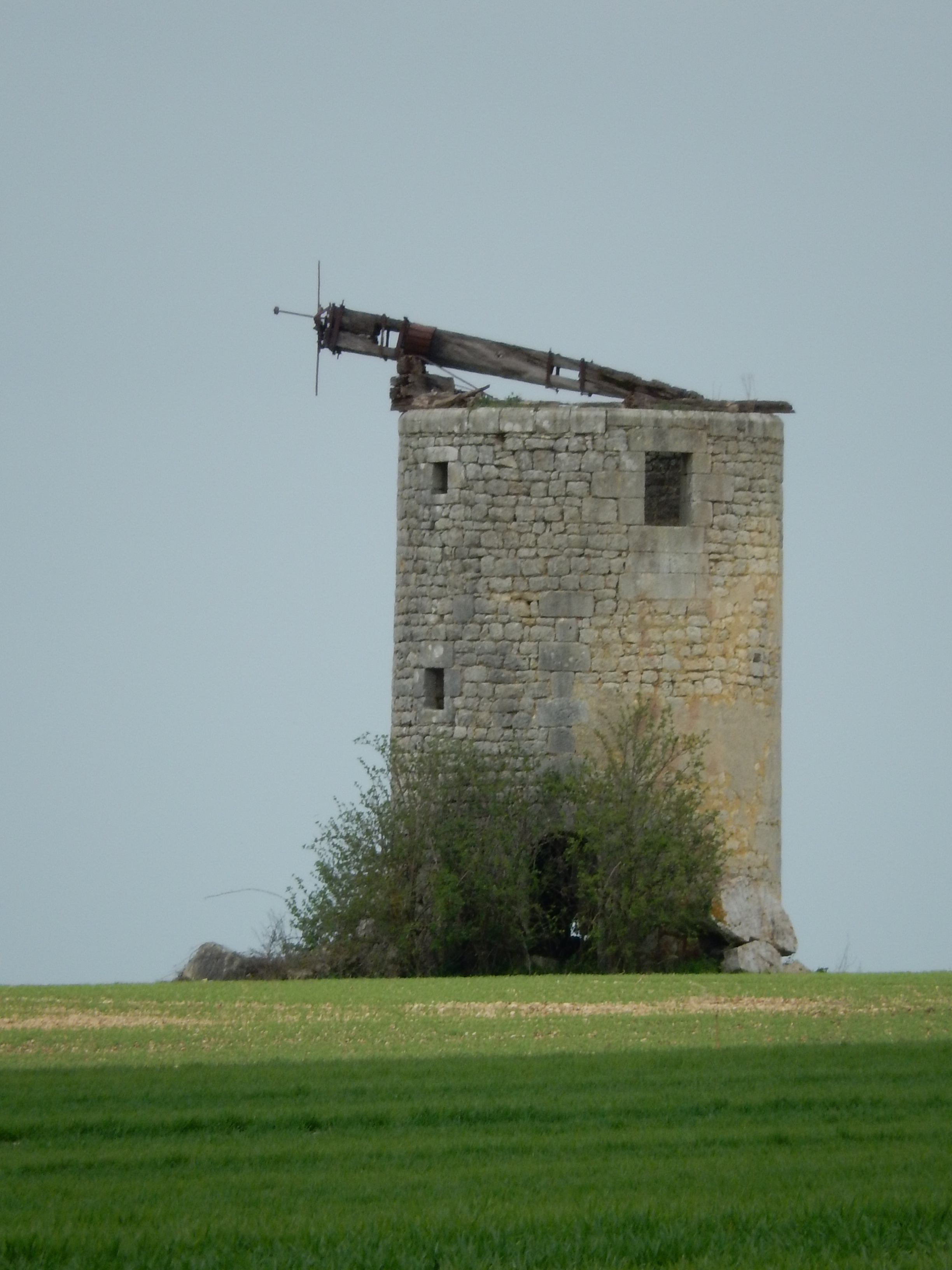
Ehemalige Windmühle